# سوفیا مایلز
سوفیا جِین مایلز (به انگلیسی: Sophia Jane Myles)‏ (زادهٔ ۱۸ مارس ۱۹۸۰) بازیگر سینما و تلویزیون انگلیسی است.

## زندگی‌نامه
او در لندن زاده شد. مادرش در زمینهٔ انتشارات علمی فعالیت می‌کند و پدرش یک کشیش بازنشستهٔ انگلیسی است. مادربزرگ مادریش روسی است. او از سن یازده سالگی به دبستان رفت. به دنبال موفقیت‌هایش در مدرسه با نمرهٔ A-، او برنامه‌ریزی کرده بود که در دانشگاه کمبریج فلسفه بخواند ولی تحت تأثیر جولین فلوز که او را در اجرای مدرسه‌اش دیده بود، تصمیم گرفت بازیگری را انتخاب کند.

## شغل
از سال ۱۹۹۶، مایلز هم در فیلم‌های آمریکایی و هم در فیلم‌های انگلیسی ظاهر شده‌است. او در سال ۲۰۰۱ نقش کوتاهی به عنوان همسر جانی دپ در فیلم ترسناک از جهنم بازی کرد. او نقش مکمل فیلم جهان زیرین و در دنبالهٔ این فیلم جهان زیرین: تکامل ظاهر شد. در ۲۰۰۳ او نقش سردستهٔ گروه دختران را در فیلم ترسناک خارج از مرزها و در نقش بانو پنلوپه در پرنده‌های طوفان را ایفا کرد. او در ۲۰۰۶ در کنار جیمز فرانکو در درام حماسی – عشقی تریستان و ایزولد نقش ایزولد را بازی کرد.
در ادامهٔ سال ۲۰۰۶ یک قسمت در سریال دکتر هو بازی کرد. همچنین در ۲۰۰۶ مایلز در فیلمی برای بی‌بی‌سی به نام دراکولا نقش لوسی وستنرا را در کنار مارک وارن، دیوید ساچت و دن استیونز ظاهر شد. او در سال ۲۰۰۸ به خاطر فیلم خارج زمین همراه جیمز کاویزل و جک هیوستون جلوی دوربین رفت.

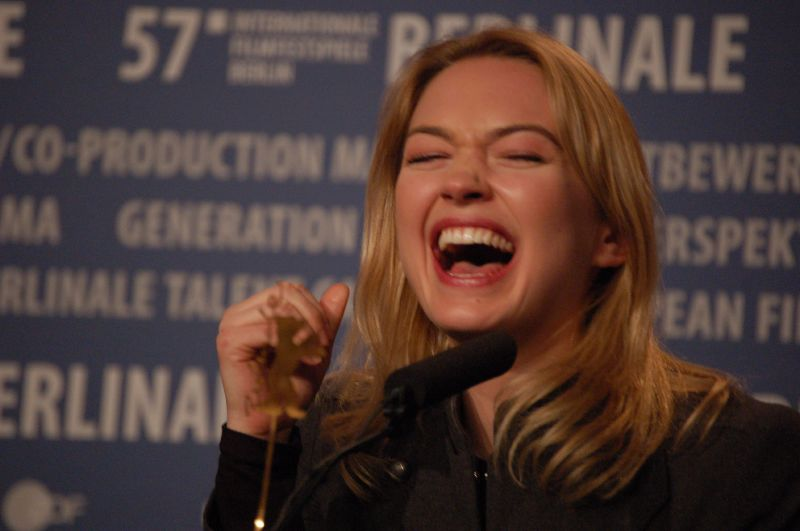
سوفیا مایلز در برلین - ۲۰۰۷

او جزو گروه بازیگری فیلم ماورا طبیعی مهتاب، که برای شبکهٔ سی‌بی‌سی ساخته شده بود، قرار داشت. مایلز جایزهٔ بهترین بازیگر را در سال ۲۰۰۷ برای بازی در فیلم هالام فو از انجمن فیلم ایندیپندنت بریتانیا و «بی‌آ‌اف‌تی‌آ» اسکاتلند دریافت کرد. او همچنین در سری تلویزیونی جن‌ها ظاهر شد که نقش یک تروریست در انجمن ام‌آی۵ را داشت.

## زندگی شخصی
او زمانی با چارلز دنس رابطه داشت و بعد از آن، از ۲۰۰۵ تا ۲۰۰۷ با بازیگر اسکاتلندی دیوید تننت که با او در سریال دکتر هو همبازی بود، نامزد کرد.

## فیلم شناسی
| نام فیلم                                   | سال ساخت |
| ------------------------------------------ | -------- |
| شاهزاده و گدا                              | ۱۹۹۶     |
| زن گنده                                    | ۱۹۹۸     |
| منسفیلد پارک                               | ۱۹۹۹     |
| مسافرخانه پارادیزو                         | ۱۹۹۹     |
| اولیور تویست                               | ۱۹۹۹     |
| از جهنم                                    | ۲۰۰۱     |
| زندگی و ماجراهای نیکلاس نیکلبی             | ۲۰۰۱     |
| ضربان قلب                                  | ۲۰۰۱     |
| انجمن آدم‌ربایی                             | ۲۰۰۲     |
| جنگ فویل:درسی در کشتار                     | ۲۰۰۲     |
| بوته قابل تورم                             | ۲۰۰۲     |
| جهان زیرین                                 | ۲۰۰۳     |
| داره میاد                                  | ۲۰۰۳     |
| رونان کیتینگ:عشق ظاهر نمی‌شه اگه تلاش نکنیم | ۲۰۰۳     |
| خارج از مرزها                              | ۲۰۰۳     |
| پرنده‌های طوفان                             | ۲۰۰۴     |
| کولدیتز                                    | ۲۰۰۵     |
| تریستان و ایزولد                           | ۲۰۰۶     |
| جهان زیرین: تکامل                          | ۲۰۰۶     |
| محرمانه مدرسه هنر                          | ۲۰۰۶     |
| دراکولا                                    | ۲۰۰۶     |
| دکتر هو: دختری در جا شومینه‌ای              | ۲۰۰۶     |
| اضافه‌ها                                    | ۲۰۰۶     |
| نهان:فاکتور هادز                           | ۲۰۰۶     |
| مارپل آگاتا کریستی                         | ۲۰۰۶     |
| هالام فو                                   | ۲۰۰۷     |
| مهتاب                                      | ۲۰۰۷     |
| بیگانه                                     | ۲۰۰۸     |
| اسپوکس                                     | ۲۰۱۰     |
| تبدیل‌شوندگان: عصر انقراض                   | ۲۰۱۴     |